# Российско-чешские отношения
Российско-чешские отношения — двусторонние дипломатические отношения между Российской Федерацией и Чешской Республикой.

## Сравнительные характеристики
|                      | Чехия                                                  | Россия                                               |
| -------------------- | ------------------------------------------------------ | ---------------------------------------------------- |
| Население            | 10 538 275                                             | 146 877 088                                          |
| Территория           | 78 866 км²                                             | 17 125 407 км²                                       |
| Плотность населения  | 113 чел./км²                                           | 8,39 чел./км²                                        |
| Столица              | Прага                                                  | Москва                                               |
| Крупнейшие города    | Прага, Брно, Острава, Пльзень                          | Москва, Санкт-Петербург, Новосибирск, Екатеринбург   |
| Форма правления      | Парламентская республика                               | Президентско-парламентская республика                |
| Государственный язык | Чешский                                                | Русский                                              |
| Основная религия     | Христианство                                           | Христианство                                         |
| ВВП (ППС)            | 325,285 млрд долларов США (30 895 $ на душу населения) | 3,862 трлн долларов США (25 635 $ на душу населения) |
| Валюта               | крона                                                  | рубль                                                |

## История
Двусторонние отношения между Советским Союзом и Чехословакией были установлены 9 июня 1934 года.
В годы Великой Отечественной войны советские войска участвовали в освобождении чехословацкой территории от нацистов, там погибло около 150 тысяч военнослужащих Красной армии.
В 1968 году в Чехословакии начался период политических реформ, который получил название «Пражская весна». Данный период был прерван вводом войск Организации Варшавского договора, в результате которого погибли 108 мирных жителей страны. Военное присутствие СССР в стране сохранялось до 1991 года.
Дипломатические отношения между Российской Федерацией и Чешской Республикой были установлены 1 января 1993 года. 
12 марта 1999 года Чехия вступила в НАТО, 1 мая 2004 года в Европейский союз.
Важную роль в отношениях играют визиты глав государств и встречи на высоком и высшем уровне. Первый президент РФ Борис Ельцин посетил Прагу в январе 1993 года и подписал ряд соглашений с Вацлавом Гавелом. 
В марте 2006 года Владимир Путин совершил официальный визит в Чехию. 
В апреле 2007 года президент Чешской Республики Вацлав Клаус встретился со своим российским коллегой в Москве. Также регулярно проходят консультации на уровне заместителей министров иностранных дел и парламентских комитетов.
Россия содержит посольство в Праге и генеральные консульства в Брно и Карловых Варах, в то время как Чехия имеет посольство в Москве и генеральные консульства в Санкт-Петербурге и Екатеринбурге. Чрезвычайным и Полномочным Послом России в Чехии является Александр Змеевский.
Нормативно-правовая база двусторонних отношений состоит из 80 соглашений и договоров.
В апреле 2021 года чешские власти выдвинули против россиян обвинения в организации взрывов на складах боеприпасов во Врбетице в 2014 году.17 апреля 2021 года Чехия выслала из российского посольства в Праге 18 дипломатов, назвав их сотрудниками спецслужб. 22 апреля МИД Чехии объявил о решении сократить численный состав посольства России в Праге до размера чешской дипмиссии в Москве. На тот момент в посольстве Чехии в Москве оставалось 24 сотрудника (пять дипломатов и 19 человек административного персонала), а в российском посольстве в Праге — 27 дипломатов и 67 административных сотрудников. 8 мая премьер-министр Чехии Андрей Бабиш на саммите стран — членов Европейского союза в Порту попросил лидеров стран о проявлении солидарности с Чехией и высылке по одному российскому дипломату.20 апреля власти Праги заявили о намерении изъять у посольства России участок земли площадью полгектара. В тот же день вице-премьер и министр промышленности и торговли Карел Гавличек заявил об отстранении «Росатома» от участия в тендере на строительство нового энергоблока АЭС «Дукованы». В ответ в мае 2021 правительство России внесло Чехию в список «недружественных стран».
После состоявшихся в Чехии 8-9 октября парламентские выборов, проект программы новой правящей коалиции Чехии, которая формируется силами пяти либеральных партий, включает в себя пересмотр отношений с Россией и Китаем.
В конце 2022 года посол Чехии в России Витезслав Пивонька вернулся в Прагу. В мае 2024 года Правительство Чехии отозвало посла из России. Официально Пивонька покинул пост посла в конце мая 2024 года. В октябре 2024 года принято решение о возвращении посла в Россию. Новым послом назначен Даниэл Коштовал. Он приступил к исполнению своих обязанностей в начале 2025 года.

## Экономическое сотрудничество
Россия является одним из основных торговых партнёров, помимо ЕС. 
- Россия экспортирует в Чехию минеральное топливо, продукцию чёрной и цветной металлургии, оборудование и транспортные средства.
- Россия закупает в Чехии игрушки, медицинские приборы, химические продукты и лекарственные препараты[19].

В 2012 году товарооборот между странами достиг рекордных 14,0 млрд долларов США. 
В 2013 году Россия выплатила Чешской Республике долг СССР в размере 3,6 млрд долларов США.
В 2014 году, в результате санкционной политики Европейского союза и падения цен на энергоносители, объём внешней торговли сократился на 13,9 % и составил 11,8 млрд долл. 

За 11 месяцев 2015 году товарооборот составил 6,9 млрд долларов США.
Несмотря на сложную геополитическую обстановку, товарооборот России и Чехии уверенно растёт уже несколько лет, в ближайшее время объём взаимной торговли может вернуться к докризисным показателям 2012 года. К таким выводам пришли участники 11-го заседания Российско-чешской Межправительственной комиссии по торгово-экономическому сотрудничеству. В 2016 году российско-чешский товарооборот сократился на 10,6%, но уже в первом квартале 2017 года он вырос на 43%. При этом поставки из России увеличиваются за счёт несырьевого экспорта, в первую очередь – продукции машиностроения. Одновременно восстанавливается импорт из Чехии, в том числе высокотехнологичной промышленной продукции. По итогам I полугодия 2018 года товарооборот между Россией и Чехией в сравнении с аналогичным периодом 2017 года увеличился на 10% и составил 4,6 млрд долларов.

## Гуманитарное сотрудничество

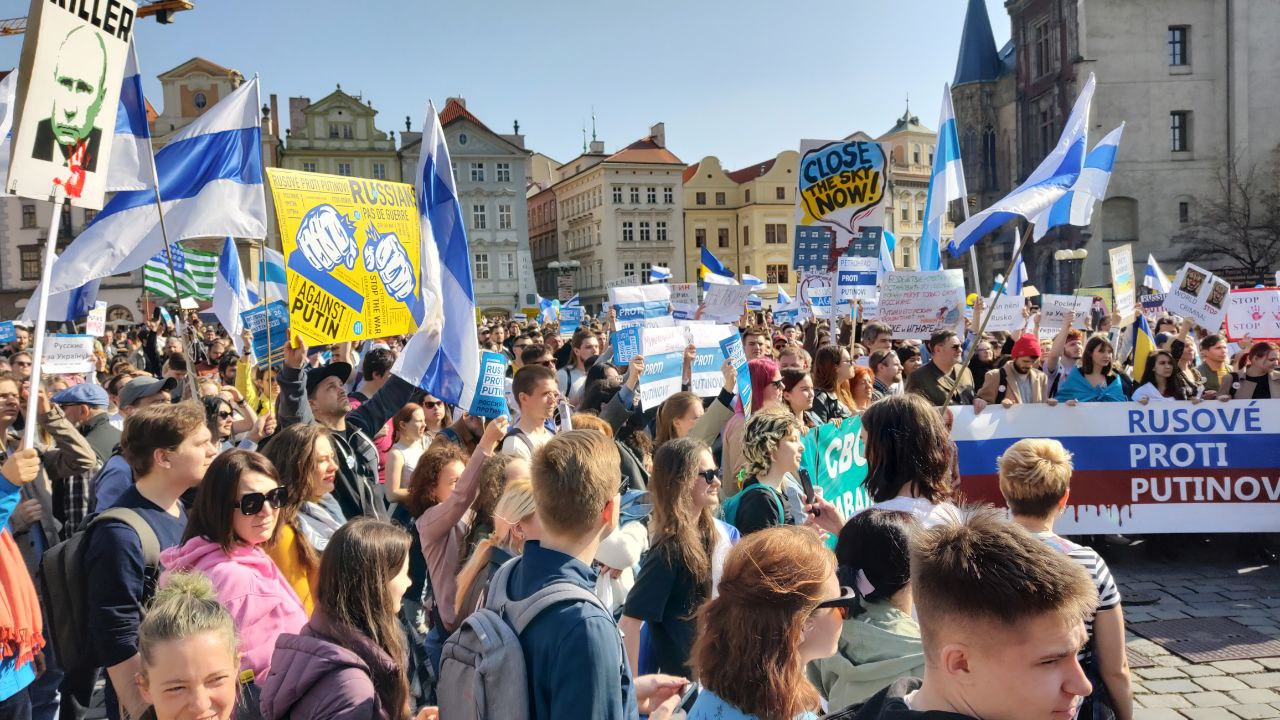
Протесты россиян, проживающих в Чехии против вторжения России на Украину 2022 год.

В 1971 году в историческом центре Праги, в большом монастырском здании XVII века на Рытиржской улице, был открыт Дом советской науки и культуры (ДСНК). В торжественном открытии ДСНК принимали участие генеральный секретарь ЦК КПСС Леонид Брежнев и президент ЧССР Людвик Свобода. С 1997 года Российский центр науки и культуры (РЦНК, с 2021 года — «Русский дом»), находится в районе Прага 6. Русский дом реализует научные, культурные и образовательные программы, занимается продвижением русского языка.
В свою очередь, в Москве с 1993 года действует и решает аналогичные задачи Чешский центр, одно из зарубежных представительств Чехии в сфере гуманитарной культуры.

## Послы
- Список послов Чехии в России
- Список послов СССР и России в Чехии